# X 100pre
X 100pre (acronimo di Por siempre in spagnolo) è il primo album in studio del rapper portoricano Bad Bunny, pubblicato il 24 dicembre 2018 dalla Rimas Entertainment. Include collaborazioni con Diplo, El Alfa e Drake.

## Tracce
1. Ni bien ni mal – 3:56 (Benito Martinez)
2. 200 MPH (feat. Diplo) – 2:51 (Benito Martinez)
3. ¿Quién tú eres? – 2:39 (Benito Martinez)
4. Caro – 3:49 (Benito Martinez, Enrique Martín)
5. Tenemos que hablar – 3:45 (Benito Martinez)
6. Otra noche en Miami – 3:53 (Benito Martinez)
7. Ser bichote – 3:13 (Benito Martinez)
8. Si estuviésemos juntos – 2:49 (Benito Martinez, Camilo Echeverry)
9. Solo de mí – 3:18 (Benito Martinez)
10. Cuando perriabas – 3:09 (Benito Martinez)
11. La Romana (feat. El Alfa) – 5:01 (Benito Martinez, Chael Betances, Emmanuel Batista)
12. Como antes – 3:51 (Benito Martinez)
13. RLNDT – 4:45 (Benito Martinez, Jesus Cortez)
14. Estamos bien – 3:28 (Benito Martinez, Ismael Flores)
15. Mía (feat. Drake) – 3:30 (Aubrey Graham, Ocasio, Joseph Velez, Noah Assad, Elvin Peña, Xavier Vargas, Francis Diaz, Edgar Vargas, Henry Pulman, Luian Nieves)

## Classifiche

### Classifiche settimanali
| Classifica (2019) | Posizione massima |
| ----------------- | ----------------- |
| Canada            | 36                |
| Italia            | 64                |
| Paesi Bassi       | 130               |
| Stati Uniti       | 31                |
| Svizzera          | 72                |

### Classifiche di fine anno
| Classifica (2019) | Posizione |
| ----------------- | --------- |
| Stati Uniti       | 43        |
| Classifica (2020) | Posizione |
| Spagna            | 36        |